# Storror
Storror (egen skrivemåde: STORROR) er en gruppe af syv parkour- og freerunning-atleter fra Storbritannien. De har produceret to dokumentarer og har over 7 millioner abonnenter og 800 millioner visninger på deres YouTube-kanal.

## Historie
Storror blev etableret i 2010 af syv parkour-udøvere fra Horsham (West Sussex), som var vokset op sammen. Gruppen startede med Cave-brødrene og Drew Taylor, der var inspireret af dokumentarerne Jump London (2003) og Jump Britain (2005). De begyndte at uploade videoer på deres YouTube-kanal, der oprindeligt hed StorrorBlog.
I 2011 og 2012 filmede gruppen to videoer, hvor de hoppede på klipper på Malta, inklusive hop fra Azurvinduet. I 2016 hoppede Max Cave mellem tagene på to skyskrabere i Hong Kong og uploadede det til Instagram. De filmede også mange andre videoer i Hong Kong, som blev udgivet senere.
I maj 2017 undskyldte Storror for deres optræden i Joshua Tree National Park, som var blevet kritiseret.
I september 2017 udgav gruppen deres første dokumentar, Roof Culture Asia, der bestod af parkour-stunts de havde udført i Hong Kong, Tokyo og Seoul. De fik penge for videoen via Vimeo.
I 2019 medvirkede Storror i spillefilmen 6 Underground, der blev udgivet 13. december. De udførte parkourstunts på bl.a. Cattedrale di Santa Maria del Fiore.

## I medierne
In december 2019 deltog gruppen med skuespiller Ben Hardy på den røde løber i New York ved premieren af 6 Underground.
I vinteren 2018 optrådte Drew Taylor i reklamer for det italienske sportsmærke Ellesse sammen med skuespilleren Jessica Barden.
I juni 2018 indspillede gruppen en global reklamekampagne for Canon filmet i Istanbul, Tyrkiet.
I december 2017 foretog gruppen en række parkour workshops og demonstrationer i Singapore med Asics.
Toby Segar optrådte i ITV showet Ninja Warrior UK i 2015, 2016 og 2019.

## Medlemmer
I januar 2020 bestod Storro af:
- Max Cave (født 23. december, 1991)
- Benj Cave (født 28. januar, 1994)
- Drew Taylor (født 25. juli, 1994), Guinness world record for længste saltomortale[23]
- Toby Segar (født 21. juli, 1994), Ninja Warrior UK finalist i 2015 og 2016[24][2][22]
- Callum Powell (født 8. august, 1991)
- Sacha Powell (født 16. juni, 1994)
- Josh Burnett-Blake (født 13. februar, 1992)

## Eksterne henvisninge
- Official STORROR website
- Storror YouTube channel